# Thüringer Neueste Nachrichten
Die Thüringer Neuesten Nachrichten waren eine Regionalzeitung der National-Demokratischen Partei Deutschlands (NDPD) in Weimar von 1951 bis 1990.

## Geschichte
Am 30. April/1. Mai 1951 erschien die erste Ausgabe der Thüringer Neuesten Nachrichten, das Blatt des Bezirksverbandes der National-Demokratischen Partei Deutschlands. (Sie war wahrscheinlich die Nachfolgerin der unabhängigen Weimarer Abendpost.) Die Redaktion war in Weimar, es gab Lokal-Ausgaben in Eisenach-Gotha, Erfurt, Gera und Suhl. Chefredakteur war Konrad von Unruh von 1958 bis 1982.
Die Thüringer Neuesten Nachrichten hatten auf Grund der Bindung an die NDPD einige redaktionelle Freiheiten, zum Beispiel im Kultur- und Lokalbereich, die vergleichbare SED-Zeitungen nicht in diesem Ausmaß hatten.
Am 12. Mai 1990 erschien die letzte Ausgabe, mit umfangreichen bibliografischen Angaben zu den letzten 39 Jahren. Der Bestand der Zeitung wurde dann von der Thüringischen Landeszeitung übernommen.